# Berchtesgadener Alpen
De Berchtesgadener Alpen is een gebergte dat deel uitmaakt van de Noordelijke Kalkalpen. Het gebergte, gelegen in de Duitse vrijstaat Beieren en de Oostenrijkse deelstaat Salzburg, heeft een oppervlakte van 1089 km². Ruwweg bevindt het gebergte zich tussen de twee rivieren Saalach en Salzach en de Zeller See. Het hoogste punt wordt gevormd door de Hochkönig met 2941 meter. Het centrale deel van de Berchtesgadener Alpen maakt onderdeel uit van het Nationaal Park Berchtesgaden.

## Landschap

### Bergmassieven
De Berchtesgadener Alpen omvat negen bergmassieven, waarvan er twee centraal liggen. De Hochkalter en Watzmann worden omringd door de massieven Reiter Alm, Lattengebirge, Untersberg, Göll, Hagengebirge, Hochkönig, Steinernes Meer.

### Belangrijkste toppen
- Hochkönig: Hochkönig (2941 m), Lamkopf (2846 m), Hochseiler (2793 m), Torsäule (2587 m)
- Watzmann: Große Watzmann (2713 m), Kleiner Watzmann (Watzmannfrau) (2307 m), Watzmannkinder (2270 m)
- Steinernes Meer: Selbhorn (2655 m), Schönfeldspitze (2653 m), Brandhorn (2609 m), Großer Hundstod (2594 m), Funtenseetauern (2579 m), Wildalmkirchl (2578 m), Schareck (2570 m), Breithorn (2504 m)
- Hochkalter: Hochkalter (2607 m), Hocheisspitze (2521 m), Seehorn (2321 m)
- Göll: Hoher Göll (2522 m), Hohes Brett (2340 m), Jenner (1874 m), Kehlstein (1834 m)
- Hagengebergte: Großes Teufelshorn (2363 m), Kahlersberg (2350 m), Schneibstein (2276 m)
- Reiter Alm: Stadelhorn (2286 m), Großes Häuselhorn (2284 m), Wagendrischelhorn (2251 m), Großes Mühlsturzhorn (2235 m), Großes Grundübelhorn (2098 m)
- Untersberg: Berchtesgadener Hochthron (1973 m), Salzburger Hochthron (1853 m), Mitterberg (1840 m)
- Lattengebergte: Karkopf (1738 m), Dreisesselberg (1680 m), Predigtstuhl (1618 m)